# Govan
Govan, schottisch-gälisch: Baile a’ Ghobhainn, ist ein District und früherer Burgh im Südwestteil der schottischen Stadt Glasgow. Govan liegt etwa vier Kilometer westlich des Glasgower Stadtzentrums am Südufer des Flusses Clyde gegenüber der Mündung des Flusses Kelvin in den Clyde und dem District Partick. Früher war es ein Zentrum des Steinkohlenbergbaus und der Textilindustrie.
Sehenswert sind die Skulpturensteine von Govan in der Pfarrkirche.

## Schiffbautradition
1843 baute Robert Napier hier sein erstes eisernes Schiff. Die von ihm gegründete Werft gelangte 1912 in den Besitz von Harland & Wolff und wurde 1962 geschlossen. 1860 wurde in Govan mit Fairfield Shipbuilders eine weitere Großwerft gegründet, die zahlreiche Großschiffe für die Royal Navy, aber auch große Passagierschiffe wie die Empress of Canada (1922) baute und 1972 in der Govan-Shipbuilders-Gruppe aufging. Diese gehört heute zu BAE Systems und zur VT Group. Die zwischen 1869 und 1898 erbauten und 1988 geschlossenen Govan Graving Docks (Trockendocks für Schiffsreparaturen) sollen restauriert werden.

## Persönlichkeiten

### Söhne und Töchter Govans
- James Hedderwick (1814–1897), Dichter, Journalist und Zeitungsverleger
- William Miller (1854–1894), Fußballspieler
- William Bowie (1869–1934), Fußballspieler
- John Dick (1930–2000), Fußballspieler bei West Ham United
- Bill Martin (eigentlich: William Wylie Macpherson; 1938–2020), Songwriter, Musikverleger und Impresario
- Gordon Wilson (1938–2017), Politiker
- Patricia Godman (1939–2019), Politikerin
- Alex Ferguson (* 1941), Fußballspieler und Trainer von Manchester United von 1986 bis 2013
- Alan Brazil (* 1959), Fußballspieler und Kommentator
- George Rossi (1961–2022), Schauspieler
- Finlay MacMillan (* 1996), Filmschauspieler

### Personen mit Bezug zu Govan
- George MacLeod, Baron MacLeod of Fuinary (1895–1991), Geistlicher und Gründer der Iona Community in Govan
- Kenny Dalglish (* 1951), Fußballspieler und -trainer, wuchs in Govan auf